# Francesco Rovigo

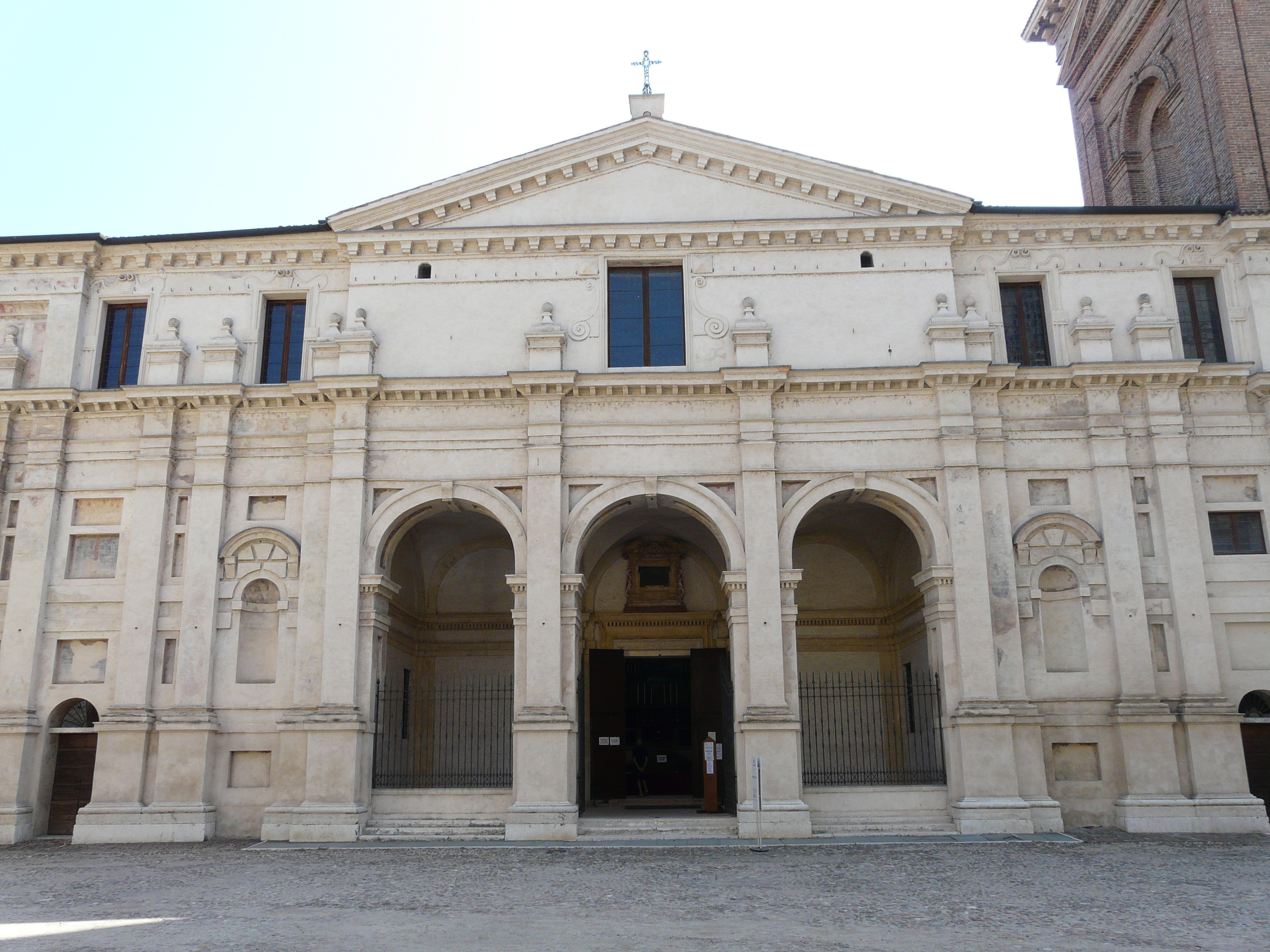
Mantova, Basilica palatina di Santa Barbara.

Francesco Rovigo (1540-1541 – Mantova, 7 ottobre 1597) è stato un compositore e organista italiano del tardo Rinascimento, attivo a Mantova e a Graz.

## Biografia
Nulla si sa della sua vita prima del 1570, quando si recò a Venezia, già 29 o 30 anni, per ricevere una formazione musicale con il celebre organista e compositore Claudio Merulo della scuola veneziana.  Nel 1573 fu a Mantova, dove compose inni che sono stati utilizzati nella chiesa di Santa Barbara, che era la cappella ducale della famiglia Gonzaga. Ha servito quella famiglia aristocratica fino al 1582, quando andò a Graz a lavorare per l'arciduca Carlo II d'Austria sia come organista di corte che precettore di musica per figli dell'Arciduca. Quando l'arciduca morì nel 1590 tornò a Mantova e riprese il servizio per i Gonzaga, in particolare come organista della cappella.  Mentre era a Mantova, e con il patrocinio dei Gonzaga, ha fatto parte di un gruppo di illustri compositori alcuni dei più famosi in Italia, come ad esempio Alessandro Striggio, Giaches de Wert, Benedetto Pallavicino, Francesco Soriano, Giovanni Giacomo Gastoldi e naturalmente Claudio Monteverdi.
Monteverdi menzionò Rovigo favorevolmente nelle sue lettere, con nessuna animosità riservata a Benedetto Pallavicino, un altro compositore alla corte di Mantova.
Rovigo morì a Mantova all'età di 56 anni e venne sepolto nella cripta della basilica di Santa Barbara, vicino alla tomba di Giaches de Wert, morto l'anno precedente.

## Musica
Rovigo ha scritto una grande quantità di musica sacra, così come madrigali e musica strumentale. Gran parte della sua musica, tra cui alcuni canzonette sia per voci e strumenti, e suoi primi inni, è andato perduta. La sua musica sacra era per lo più destinato all'uso liturgico, e comprende le impostazioni della messa, per un massimo di 12 voci, in stile veneziano; litanie, tre impostazioni del Magnificat, per sei voci; l'impostazione della Passione San Luca e altre opere. Ha pubblicato un libro di madrigali a cinque voci a Venezia nel 1581 e molti di loro erano abbastanza popolari per essere stati ristampati in alcune ben note antologie. I suoi pezzi strumentali incluse canzone e molti sono stati pubblicati a Milano.